# Marc Ferracci
Marc Ferracci (Les Lilas, 19 december 1977) is een Frans econoom en hoogleraar.

## Levensloop
Marc Ferracci is een zoon van Pierre Ferracci, specialist arbeidsrecht. 
Hij behaalde diploma's aan de École des hautes études commerciales de Paris en promoveerde tot doctor in de economische wetenschappen. Hij werd docent aan de universiteit Paris-Est Marne-la-Vallée. 
In 1999 werd hij bevriend met de latere Franse president Emmanuel Macron, toen ze samen op 'Sciences Po Paris' studeerden.
Als geaggregeerde voor economische wetenschappen, werd hij benoemd tot hoogleraar aan de Universiteit van Nantes (2012-2016). Vanaf 2016 doceerde hij aan het Institut d'études politiques de Paris (Sciences Po) in Parijs.
Samen met Philippe Aghion en Pierre Cahuc behoorde hij tot de voornaamste ontwerpers van de hervormingen van de arbeidsmarkt, zoals opgenomen in het programma van Macron, bij de presidentsverkiezingen van 2017.
Onder de regering-Philippe II werd hij bijzonder adviseur bij Muriel Pénicaud, minister van Arbeid.
Hij is voorstander van oplossingen geïnspireerd door de modellen ontwikkeld in de Scandinavische landen.

## Privé
Hij is getrouwd met Sophie Ferracci, die, zoals hij, nauw betrokken was bij de verkiezingscampagne van Macron en de oprichting van de beweging En Marche !
In 2007 was hij getuige bij het huwelijk van Emmanuel Macron en Brigitte Trogneux. Macron was van zijn kant getuige bij het huwelijk-Ferracci.

## Publicaties
- Améliorer le service public de l'emploi: ce que disent les faits, in: Revue française d'économie, 2007.
- Training the Unemployed in France: How Does it Affect Unemployment Duration and Recurrence?, samen met Bruno Crépon en Denis Fougère, in: Annales d’économie et de statistique, 2007.
- Le cas français: approfondir les connaissances empiriques pour mieux cibler la formation, samen met Bruno Crépon, in: Travail et emploi, 2009.
- Active Labor Market Policy Effects in a Dynamic Setting, samen met Bruno Crépon, G. Jolivet en Gerard J. Van den Berg, in: Journal of the European Economic Association, 2009.
- État moderne, État efficace: évaluer les dépenses publiques pour sauvegarder le modèle français, samen met Étienne Wasmer, Parijs, Odile Jacob, 2011.
- Evaluer la formation professionnelle, Les Presses de Sciences Po, 2013.
- L’apprentissage. Donner la priorité aux moins qualifiés, samen met P. Cahuc, Presses de Sciences Po, 2015.
- Dialogue social et performance économique, samen met F. Guyot, Les Presses de Sciences Po, 2015.